# سباستيان ميلا
سباستيان ميلا (بالبولندية: Sebastian Mila) مواليد 10 يوليو 1982 في كشالين، بولندا، هو لاعب كرة قدم بولندي يلعب مع ليخيا غدانسك كلاعب وسط. مثّل منتخب بولندا لكرة القدم. سبق له أن لعب في كأس العالم لكرة القدم مع منتخب بلاده.

## روابط خارجية
- سباستيان ميلا على موقع الاتحاد الدولي (مؤرشف)  (الإنجليزية)
- سباستيان ميلا على موقع الاتحاد الأوربي (الإنجليزية)
- سباستيان ميلا على موقع قاعدة بيانات كرة القدم.إي يو (الإنجليزية)
- سباستيان ميلا على موقع ناشيونال فوتبول تيمز (الإنجليزية)
- سباستيان ميلا على موقع Soccerway.com (الإنجليزية)
- سباستيان ميلا على موقع عالم كرة القدم.نت (الإنجليزية)